# Lurgio Gavilán
Lurgio Gavilán Sánchez (Auquiraccay, 16 de marzo de 1973) es un antropólogo y autor peruano. Ha escrito diversos libros y artículos académicos. Su escrito más célebre, Memorias de un soldado desconocido, cuenta su historia de vida como guerrillero, soldado, monje y académico. Actualmente reside en Ayacucho y es profesor en la Universidad Nacional San Cristóbal de Huamanga. Asimismo, es padre de tres hijos.

## Biografía

### Primeros años e incorporación al Partido Comunista del Perú-Sendero Luminoso (PCP-SL)
Gavilán nació en Auquiraccay, una comunidad campesina en el departamento de Ayacucho, el 16 de marzo de 1973 (el año puede ser inexacto, afirma Gavilán, dado que las actas de nacimiento de muchos habitantes de su comunidad fueron destruidas por Sendero Luminoso). Durante su niñez, se estableció con sus padres en la comunidad de Quilla, en la selva alta de Ayacucho.
En 1980, estalló en Ayacucho el llamado "conflicto armado interno" (periodo también conocido como la más reciente época del terrorismo), después de que el grupo PCP-SL le declarara la guerra al estado peruano . En este contexto, Gavilán, cuando tenía aproximadamente doce años, decidió unirse a las filas del PCP-SL, siguiendo a su hermano Rubén, quien militaba allí. Debido a esto, interrumpió sus estudios escolares. Durante este periodo, adoptó el nombre de guerra Carlos. En 1985, durante un enfrentamiento con el ejército peruano, fue apresado y trasladado a una base militar en la ciudad ayacuchana de San Miguel.

### Incorporación al ejército peruano
Lurgio Gavilán pasó una semana en el calabozo de la base militar de San Miguel. A diferencia de otros senderistas que fueron apresados, Gavilán no fue ejecutado debido a que un teniente de las fuerzas armadas decidió perdonarle la vida. En aquel momento, Gavilán tenía aproximadamente catorce años.
Así, Gavilán fue adoptado por los militares peruanos. Poco después se trasladó a la localidad ayacuchana de Huanta, donde se reubicó la base militar. Ya en Huanta, retomó sus estudios escolares y aprendió castellano (su idioma natal era el quechua y, hasta antes de ser adoptado por el ejército, no sabía leer ni escribir). Durante sus años en Huanta, un profesor de su colegio lo ayudó a tramitar su acta de nacimiento.
Cuando terminó sus estudios secundarios se enlistó en el servicio militar del Perú. Después de culminar el periodo básico del servicio militar, decidió continuar en el ejército. Permaneció allí hasta 1994, año en que se dio de baja, poco antes de ser ascendido a suboficial.

### Vida en el convento
En 1994, decidió unirse a la vida religiosa católica. Para ello se contactó con el entonces obispo de Ayacucho Juan Luis Cipriani. Sin embargo, Cipriani no permitió que Gavilán se incorpore a la Iglesia Católica, bajo la suposición de que, debido a su servicio en el ejército, habría mantenido relaciones sexuales con prostitutas.
Más adelante, en 1995, consiguió ser aceptado en la orden franciscana. Fue novicio, primero en Lima y luego en el convento de Ocopa, en Junín. Durante sus años en el convento, se dedicó a la meditación, al ejercicio de la catequesis en comunidades campesinas, a la visita de centros misioneros de la sierra oriental y la Amazonía, y a la primera redacción de sus memorias. Abandonó el convento en 1998.

### Vida académica y actualidad
En 1999, inició una relación amorosa y tuvo a su primer hijo. Un año después, empezó a estudiar Antropología en la Universidad Nacional San Cristóbal de Huamanga. Después, ganó un concurso para ser profesor allí, y enseñó durante dos años. También se desempeñó como como asistente de investigación en el Instituto de Estudios Peruanos, para el proyecto Batallas por la Memoria. En 2011 ganó una beca de la Fundación Ford que le permitió continuar sus estudios a nivel de posgrado. Así, viajó a México, y estudió la maestría y el doctorado en la Universidad Iberoamericana.
Durante su tiempo en el Instituto de Estudios Peruanos, conoció a Carlos Iván Degregori. Este recibió el primer manuscrito de sus memorias, que había empezado a escribir desde sus años en el convento. Encantado por ellas, le propuso publicarlas. Sin embargo, ambos suspendieron el proyecto debido a que Degregori enfermó y Gavilán viajó. Años después, ya en México, Gavilán encontró finalmente la oportunidad de publicar sus memorias. Con la ayuda de Yerko Castro, su asesor de tesis doctoral, trabajó en la primera edición del libro, que fue publicado en 2012 como colaboración entre la Universidad Iberoamericana y el Instituto de Estudios Peruanos. En el 2017, su libro fue reeditado, esta vez, por el Instituto de Estudios Peruanos. Esta edición fue presentada en la Feria Internacional del Libro de Lima, donde se convirtió en uno de los libros más vendidos.
Su segundo libro, Carta al teniente Shogún, fue publicado en 2019. Este es un libro epistolar, dirigido al teniente que le salvó la vida en 1985, al que llama por el alias Teniente Shogún. En 2023 publicó, en coautoría con la antropóloga británica Jelke Boesten, Perros y promos. En este libro, se recogen testimonios de militares que lucharon en el Conflicto Armado Interno, que son luego analizados desde la antropología. El cineasta Luis Llosa adaptó Memorias de un soldado desconocido al cine en una película titulada Tatuajes en la memoria, que se estrenó en 2024. La película contó con un guion escrito por Mario Vargas Llosa.

## Obra

### Libros
- Memorias de un soldado desconocido (2012).[2]
- Carta al teniente Shogun (2019).[18]
- Perros y promos (en coautoría con Jelke Boesten, 2023).[7]

### Artículos académicos
- La década de masas, mesnadas y cachacos (2015)
- El profeta y los pobres (2017)[19]
- Una política de vida suicida (2018).[20]
- Los mensajeros de la muerte (2019).[21]
- Cómo se construye al enemigo (2023).[22]
- La muerte y el ritual de desprecio (2023).[23]
- Military Intimacies: Peruvian Veterans and Narratives about Sex and Violence (2023).[24]